# Dániel Nagy (autocoureur)
Dániel Nagy (Boedapest, 9 april 1998) is een Hongaars autocoureur.

## Carrière
Nagy begon zijn autosportcarrière in 2011 in de Hongaarse Suzuki Swift Cup. In 2013 en 2015 werd hij kampioen in deze klasse. In 2015 maakte hij tevens zijn debuut in de TCR International Series voor het team Zengő Motorsport in een Seat León Cup Racer. Tijdens het raceweekend op de Red Bull Ring finishte hij geen van beide races, maar omdat hij zich als derde had gekwalificeerd voor de eerste race, behaalde hij alsnog drie punten voor het kampioenschap, dat hij afsloot op de 6e plaats.
In 2016 maakt Nagy zijn debuut in het World Touring Car Championship voor Zengő in een Honda Civic WTCC.